# 안러구

안러 구의 위치

안러구(한국어: 안락구, 중국어: 安樂區, 병음: Ānlè qū)는 중화민국 지룽시의 시할구이다. 넓이는 18.0250km2이고 인구는 2015년 8월 기준으로 81,514명이다.

## 지리
지룽 시의 북서쪽에 위치하고 지룽 시의 구 중에서 가장 인구가 많다.

## 역사
안러 구는 청대에 지룽 보(基隆堡)로 불렸고 일본 통치 시대 초기에는 4개의 장(庄)이 설치되어 지룽 청의 관할에 놓여져 청대의 행정구역을 답습하고 있었다. 1920년 10월 1일에 지방 제도 개혁을 해 지룽 가(基隆街)에 속하게 되었다. 1924년 2월 25일, 지룽 가는 지룽 시로 승격했고 장을 고쳐 정(町)으로 개편했으며 1941년 10월 1일에는 지룽 지구의 발전으로 3개의 정으로 개편되었다.
2차 대전 후인 1946년 1월, 안러 구로 개칭되어 현재의 구명이 성립했다. 당초에는 21리였지만, 1988년 3월에 7개 리가 중산 구 (지룽 시)에 편입되었고 치두 구의 6개 리가 안러 구에 편입되어 현재에 이르고 있다.

## 교통
- 중산 고속공로(국도 1호선)
- 포모사 고속공로(국도 3호선)

## 같이 보기
- 지룽시